# توم نوريس
توم نوريس (بالإنجليزية: Tom Norris)‏ هو ملحن ومغن مؤلف بريطاني، ولد في 1971.